# Glan-Münchweiler
Glan-Münchweiler è un comune di 1.215 abitanti della Renania-Palatinato, in Germania.
Appartiene al circondario (Landkreis) di Kusel (targa KUS) ed è parte della comunità amministrativa (Verbandsgemeinde) di Oberes Glantal.
Il suo territorio è bagnato dal fiume Glan.